# Hamilton-Ouest (ancienne circonscription fédérale)
Pour les articles homonymes, voir Hamilton-Ouest et Hamilton West.
Circonscription électorale fédérale du Canada
Hamilton-Ouest ((en) Hamilton West) est une circonscription électorale fédérale de l'Ontario, représentée de 1904 à 2004.
La circonscription d'Hamilton-Ouest est créée en 1903 à partir de la division de la circonscription d'Hamilton, créant également la circonscription de Hamilton-Est. Abolie en 2003, elle est redistribuée parmi Ancaster—Dundas—Flamborough—Westdale, Hamilton-Centre et Hamilton Mountain.

## Géographie
En 1903, la circonscription d'Hamilton comprenait:
- Les districts 2, 3, 4 et 5 de la cité d'Hamilton

## Députés
Parmi les députés représentant la circonscription se trouve Ellen Fairclough (1950-1963), première femme à siéger au cabinet fédérale, et Lincoln Alexander (1968-1980), premier homme noir élu député et à siéger au cabinet fédérale.
| Législature                                                                                            | Années                           | Député                           | Député                           | Parti                            |
| Hamilton-Ouest issue de Hamilton                                                                       | Hamilton-Ouest issue de Hamilton | Hamilton-Ouest issue de Hamilton | Hamilton-Ouest issue de Hamilton | Hamilton-Ouest issue de Hamilton |
| --- | -------------------------------- | -------------------------------- | -------------------------------- | -------------------------------- |
| 10e | 1904–1908                        |                                  | Adam Zimmerman                   | Libéral                          |
| 11e | 1908–1911                        |                                  | Thomas Joseph Stewart            | Conservateur                     |
| 12e | 1911–1917                        |                                  | Thomas Joseph Stewart            | Conservateur                     |
| 13e | 1917–1921                        |                                  | Thomas Joseph Stewart            | Conservateur                     |
| 14e | 1921–1925                        |                                  | Thomas Joseph Stewart            | Conservateur                     |
| 15e | 1925–1926                        | Charles William Bell             |                                  | Conservateur                     |
| 16e | 1926–1930                        | Charles William Bell             |                                  | Conservateur                     |
| 17e | 1930–1935                        | Charles William Bell             |                                  | Conservateur                     |
| 18e | 1935–1937                        | Herbert Earl Wilton              |                                  | Conservateur                     |
| 18e | 1937-1940                        | John Allmond Marsh               |                                  | Conservateur                     |
| 19e | 1940–1945                        |                                  | Colin W. G. Gibson               | Libéral                          |
| 20e | 1945–1949                        |                                  | Colin W. G. Gibson               | Libéral                          |
| 21e | 1949–1950                        |                                  | Colin W. G. Gibson               | Libéral                          |
| 21e | 1950-1953                        |                                  | Ellen Fairclough                 | Progressiste-conservateur        |
| 22e | 1953–1957                        |                                  | Ellen Fairclough                 | Progressiste-conservateur        |
| 23e | 1957–1958                        |                                  | Ellen Fairclough                 | Progressiste-conservateur        |
| 24e | 1958–1962                        |                                  | Ellen Fairclough                 | Progressiste-conservateur        |
| 25e | 1962–1963                        |                                  | Ellen Fairclough                 | Progressiste-conservateur        |
| 26e | 1963–1965                        |                                  | Joseph Macaluso                  | Libéral                          |
| 27e | 1965–1968                        |                                  | Joseph Macaluso                  | Libéral                          |
| 28e | 1968–1972                        |                                  | Lincoln Alexander                | Progressiste-conservateur        |
| 29e | 1972–1974                        |                                  | Lincoln Alexander                | Progressiste-conservateur        |
| 30e | 1974–1979                        |                                  | Lincoln Alexander                | Progressiste-conservateur        |
| 31e | 1979–1980                        |                                  | Lincoln Alexander                | Progressiste-conservateur        |
| 32e | 1980–1980                        |                                  | Lincoln Alexander                | Progressiste-conservateur        |
| 32e | 1980-1984                        |                                  | Stanley Hudecki                  | Libéral                          |
| 33e | 1984–1988                        |                                  | Peter Peterson                   | Progressiste-conservateur        |
| 34e | 1988–1993                        |                                  | Stan Keyes                       | Libéral                          |
| 35e | 1993–1997                        |                                  | Stan Keyes                       | Libéral                          |
| 36e | 1997–2000                        |                                  | Stan Keyes                       | Libéral                          |
| 37e | 2000–2004                        |                                  | Stan Keyes                       | Libéral                          |
| Circonscription abolie dans Ancaster—Dundas—Flamborough—Westdale, Hamilton-Centre et Hamilton Mountain |                                  |                                  |                                  |                                  |